# توماس ويلزي
توماس ويلزي (3 فبراير 1996 في الولايات المتحدة - ) (بالإنجليزية: Thomas Welsh)‏ هو لاعب كرة سلة أمريكي في مركز الوسط. لعب مع بروينز لجامعة كاليفورنيا ‏.

## وصلات خارجية
- توماس ويلزي على موقع الاتحاد الدولي لكرة السلة (الإنجليزية)
- توماس ويلزي على موقع إن بي أي (الإنجليزية)
- توماس ويلزي على موقع دوري كرة السلة الياباني للمحترفين (اليابانية)
- توماس ويلزي على موقع الدوري التايواني الممتاز لكرة السلة (الصينية)
- توماس ويلزي على موقع سبورتس رفرنس (الإنجليزية)
- توماس ويلزي على موقع كرة السلة الأوروبية.كوم (الإنجليزية)
- توماس ويلزي على موقع إي إس بي إن.كوم (الإنجليزية)
- توماس ويلزي على موقع كلية كرة السلة في سبورتس رفرنس.كوم (الإنجليزية)
- توماس ويلزي على موقع ريلجم (الإنجليزية)
- توماس ويلزي على موقع بروبوليرز (الإنجليزية)